# Hisarlı, Enez
Hisarlı là một xã thuộc huyện Enez, tỉnh Edirne, Thổ Nhĩ Kỳ. Dân số thời điểm năm 2011 là 165 người.